# Liste illyrischer Städte
Die Liste stellt Städte dar, die von den Illyrern gegründet wurden. Typisch für solche Städte war die Lage auf einer Erhöhung (Höhensiedlung).
| Name           | Gründung                                                  | Kommentar | Bild |
| -------------- | --------------------------------------------------------- | --- | ---- |
| Absorus        | unbekannt                                                 | liegt in der Region von Split                                                                                      | -    |
| Alalkomenai    | unbekannt                                                 | Stadt der Deuriopes in Paionien                                                                                    | -    |
| Albanopolis    | unbekannt                                                 | gegründet durch die illyrischen Albani, bei Kruja gelegen                                                          | -    |
| Albona         | ca. 4. Jahrhundert v. Chr.                                | auch Alvona genannt                                                                                                | -    |
| Amantia        | ca. 4. Jahrhundert v. Chr.                                | zu den wichtigsten Funden zählt ein 184 m langes Stadion                                                           | -    |
| Antipatreia    | ca. 4. Jahrhundert v. Chr.                                | wurde durch den makedonischen Neugründer der Stadt Kassander nach seinem Vater Antipatreia benannt                 |      |
| Ascrivium      | ca. 3. Jahrhundert v. Chr.                                | seit 1979 UNESCO-Welterbe                                                                                          |      |
| Bigeste        | ca. 8. Jahrhundert v. Chr.                                | - | -    |
| Boioi          | unbekannt                                                 | in der Gegend des Ohridsees                                                                                        | -    |
| Bryanion       | unbekannt                                                 | Stadt der Deuriopes in Paionien                                                                                    | -    |
| Budva          | ca. 4. Jahrhundert v. Chr. (Besiedlung durch die Illyrer) | bestand seit 1000 v. Chr. als griechische Kolonie                                                                  | -    |
| Byllis         | ca. 4. Jahrhundert v. Chr.                                | zu den wichtigsten Funden zählen ein Stadion und ein Theater                                                       |      |
| Crepsa         | unbekannt                                                 | diente den Liburnern als Hafen                                                                                     | -    |
| Daorson        | ca. 3. Jahrhundert v. Chr.                                | in der Nähe von Stolac                                                                                             |      |
| Delminium      | unbekannt                                                 | Name bedeutet Schaf                                                                                                | -    |
| Dimal          | ca. 4. Jahrhundert v. Chr.                                | Name dürfte auf „zwei Berge“ verweisen                                                                             | -    |
| Enchelanai     | unbekannt                                                 | in der Gegend des Ohridsees; Name kommt von den Encheleern                                                         | -    |
| Iader          | unbekannt                                                 | Zadar, gegründet durch die Liburner                                                                                | -    |
| Kerax          | unbekannt                                                 | in der Gegend des Ohridsees                                                                                        | -    |
| Koviljkin grad | unbekannt                                                 | wahrscheinlich eine römische Stadtgründung                                                                         | -    |
| Klos           | unbekannt                                                 | - | -    |
| Liburna        | unbekannt                                                 | gegründet durch die Liburner                                                                                       | -    |
| Lissos         | ca. 8. Jahrhundert v. Chr.                                | - |      |
| Lychnidos      | ca. 8. Jahrhundert v. Chr.                                | gegründet durch die Encheleer, das heutige Ohrid                                                                   |      |
| Nona           | ca. 9. Jahrhundert v. Chr.                                | zu den wichtigsten Funden zählt ein Tempel, der seinerzeit zu den größten in Dalmatien zählte; auch Aenona genannt | -    |
| Narona         | ca. 4. Jahrhundert v. Chr.                                | zu den wichtigsten Funden zählt ein Augustus-Tempel des 1. Jahrhunderts n. Chr.                                    | -    |
| Oaeneum        | unbekannt                                                 | – | -    |
| Olcinium       | ca. 5. Jahrhundert v. Chr.                                | gegründet durch die illyrischen Olciniaten                                                                         | -    |
| Pagus          | unbekannt                                                 | - | -    |
| Rhizon         | ca. 4. Jahrhundert v. Chr.                                | wahrscheinlich als griechische Kolonie gegründet                                                                   |      |
| Scodra         | ca. 4. Jahrhundert v. Chr.                                | Residenz vieler illyrischer Könige wie Agron, Teuta und Genthios                                                   |      |
| Salona         | unbekannt                                                 | gegründet durch die illyrischen Delmaten                                                                           |      |
| Sation         | unbekannt                                                 | in der Gegend des Ohridsees                                                                                        | -    |
| Stubera        | unbekannt                                                 | Stadt der Deuriopes in Paionien                                                                                    | -    |
| Ulpiana        | ca. 8. Jahrhundert v. Chr.                                | war vor allem während der Römerzeit eine bedeutende Handelsstadt                                                   |      |
| Vicianum       | unbekannt                                                 | Name bedeutet Raum der Kälber                                                                                      | -    |

Die Liste erhebt keinen Anspruch auf Vollständigkeit und Genauigkeit.